# Канън (окръг, Тенеси)
Окръг Канън (на английски: Cannon County) е окръг в щата Тенеси, Съединени американски щати. Площта му е 689 km², а населението – 12 826 души (2000). Административен център е град Удбъри.